# Церемония открытия летних Олимпийских игр 1980
Церемония открытия летних Олимпийских игр 1980 года прошла 19 июля в Москве на стадионе «Лужники».

## Описание
На заключительном этапе эстафеты олимпийского огня бежал трёхкратный олимпийский чемпион, легкоатлет Виктор Санеев, который доставил огонь на стадион «Лужники». Он пробежал круг по стадиону и передал огонь чемпиону летней Олимпиады 1972 года в Мюнхене, баскетболисту Сергею Белову, который зажёг огонь Олимпиады. Генеральный секретарь ЦК КПСС Леонид Брежнев объявил Игры открытыми. На церемонии присутствовали уходящий президент Международного олимпийского комитета лорд Килланин и новый президент Хуан Антонио Самаранч (официально был избран 4 августа). Олимпийскую клятву от имени спортсменов произнёс многократный олимпийский чемпион, гимнаст Николай Андрианов, а от имени судей — трёхкратный олимпийский чемпион, борец вольного стиля Александр Медведь. Впервые в истории Олимпиад к присутствующим на церемонии открытия обратились космонавты — члены экипажа орбитальной станции «Салют-6» Леонид Попов и Валерий Рюмин.
14 команд (Австралия, Андорра, Бельгия, Великобритания, Нидерланды, Дания, Ирландия, Италия, Люксембург, Португалия, Пуэрто-Рико, Сан-Марино, Франция и Швейцария) прошли на церемонии под флагами Международного олимпийского комитета. Некоторые спортсмены из Западной Европы приехали на Олимпиаду в индивидуальном порядке с разрешения национальных олимпийских комитетов.
В художественной части церемонии открытия, продолжавшейся почти три часа, участвовали более 16 тысяч спортсменов и артистов. Постановочную группу, осуществлявшую работу по подготовке и организации церемонии, возглавляли режиссёры Иосиф Туманов и Борис Петров.

## В искусстве
Церемонии открытия и закрытия Олимпиады были подробно освещены в фильме «О спорт, ты — мир!» режиссёров Юрия Озерова, Бориса Рычкова и Фёдора Хитрука. В 1982 году создатели фильма были удостоены Государственной премии СССР.